# Johann Leuw
Johann Leuw (prima menzione 1595 – Stans, 3 agosto 1619) è stato un condottiero, politico, agricoltore e commerciante svizzero.

## Biografia
Di religione cattolica, fu figlio di Nikolaus Leuw e fratello di Kaspar Leuw. Sposò Katharina Imfeld, figlia di Melchior Imfeld. Agricoltore nella tenuta Leuwengrube a Ennetmoos e commerciante in ambito militare, fu capitano al servizio della Savoia nel 1595 e poi del re di Spagna a partire dal 1600. Divenne tesoriere cantonale di Nidvaldo dal 1598 al 1605, commissario a Bellinzona dal 1606 al 1607 e Landamano dal 1613 al 1618. Donò gli stalli del coro nella chiesa parrocchiale di Stans, poi trasferiti nella chiesa del convento di Santa Chiara. Fu nominato cavaliere pontificio nel 1616.